# シルダリヤ川

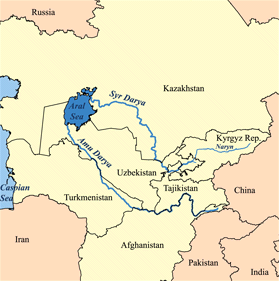
アラル海とアムダリヤ川（下）、シルダリヤ川（上）

シルダリヤ川（シルダリヤがわ、ロシア語: Сырдарья、キルギス語: Сырдария、ウズベク語: Sirdaryo/Сирдарё、カザフ語: Сырдария、タジク語: Сирдарё）は、天山山脈の2箇所（キルギスと東部ウズベキスタン）に源を発し、キルギス、ウズベキスタン、カザフスタン、タジキスタンを通過して北西へ向かって流れ、北アラル海に注ぐ川である。延長は2,212 km。河口の標高は42m。

## 名称
「シルダリヤ」18世紀以降に定着した名前であり、ウズベク語やタジク語の「シル・オブ（水の豊かな）」に由来すると考えられている。名前の「シル」「シラ」は古代のイランで話されていたサカ語とソグド語で「多い」「良い」を意味する。「ダリヤ（ダルヤ）」 Daryā は、ペルシア語で「海、川」の意味であり、シル川、スィル川と表記する場合も見られる。
ギリシア語文献ではヤクサルテス ὁ Ιαξάρτης / Jaxartes, Yaxartes の名前で記されていた。現地の人間の間では、ギリシア語に由来する「ハシャルト」の名前で呼ばれることもある。10世紀頃のペルシア語の地理書ではフシュラト川 رود خشرت rūd-i Khushrat とも呼ばれており、アラビア語ではサイフーン川 سيحون Sayḥūn と称されていた。

## 地理
最上流部のナルイン川はキルギスタン領内のイシク・クル（イシク湖）に近い天山山脈を水源とし、上流部のフェルガナ盆地地方ではホジェンド川とも呼ばれている。フェルガナ中部でウズベキスタン領であるアンディジャンの下流ナマンガンでカラダリヤ川と合流する。川ではコイやナマズなどの魚が水揚げされ、燻製やフライにして食される。
河口に三角州があり、アラル海が縮小する中でもシルダリア川の流入する小アラル海の東部に湿地が残っており、カンムリカイツブリ、セイタカシギなどの水鳥は繁殖のために訪れる。2001年にタジキスタンのカイラクム貯水池、2012年に河口の三角州一帯はそれぞれラムサール条約に登録された。
流域には、バイコヌール宇宙基地で知られる工業都市バイコヌールなどが存在する。

## 歴史
中上流域には古代にソグド地方を形成したタシュケント（古名チャーチュ）など有力な都市が多く存在した。この地域をイスラームの征服以降、マー・ワラー・アンナフルと称したが、その東辺はシルダリア川流域地域を指し、「トルキスタン」とはもともとこれよりも東のイスラーム化があまり進行していないテュルク系の人々の住む地域を指していた。
1939年から1940年にかけて、ナルイン川とカラダリヤ川から取水した、シル川の南をほぼ平行に流れる大フェルガナ運河が建設された。1948年にフェルガナ盆地西部にフェルハド水力発電所が完成する。1960年代以降、旧ソ連の「自然改造計画」によりアムダリヤ川と共に灌漑が行なわれ、周辺地域では綿花の増産に成功した。しかし、過度の開発によって両河川からの流入量が激減したアラル海は急速に縮小し、周辺地域の環境悪化を招いている。

## 支流
- カラダリヤ川
- ナルイン川